# Giovanni Pietro Lombardo
Giovanni Pietro Lombardo (Torre Santa Susanna, 26 novembre 1947) è uno psicologo italiano, già professore ordinario di Storia della scienza e delle tecniche presso la Facoltà di Psicologia dell'Università degli Studi di Roma "La Sapienza".

## Biografia
Trasferitosi a Roma nel 1960, dopo essersi diplomato al Liceo Terenzio Mamiani, si laurea in filosofia all'Università degli Studi di Roma "La Sapienza" nel 22. 07.1971 con il Neuropsichiatra Prof. Alberto Giordano. Si Specializza nell'Università di Torino in Psicologia clinica dell’età evolutiva nel 1973 con una tesi storico-bibliografica sulle caratteropatie in età evolutiva.  È borsista, contrattista e poi dal 1981 ricercatore con il Prof.  Adriano Ossicini nell’Istituto di Psicologia della Facoltà di Magistero.

## Carriera accademica
Nel 1992 come Professore associato di Psicologia generale diviene titolare dell’Insegnamento di Psicologia della personalità e delle differenze individuali presso la Facoltà di Psicologia dell’Università degli studi di Roma, Sapienza. Nel 2003 diviene Professore ordinario per il SSD M-PSI/01 e nel 2016 per il SSD M-STO/05. 
Nei suoi oltre venti anni di carriera da professore universitario è stato docente di diversi insegnamenti nell’ambito della Storia della Psicologia presso il Corso di Laurea in Psicologia, la Scuola di Specializzazione in Psicologia Clinica e in Neuropsichiatria infantile dell’Università di Roma Sapienza. 
Nel 2013 ha istituito unico nella Università italiana, un Laboratorio di Storia della Psicologia presso il Dipartimento di Psicologia Dinamica e Clinica della Sapienza Università di Roma che ospita l’  Archivio di Storia della Psicologia, su web.uniroma1.it. di cui è stato responsabile scientifico sino al 2018.

### Aree di ricerca

#### Lo studio scientifico dei sogni
Riprendendo criticamente già nel titolo le parole usate da Freud, in una lettera indirizzata a Fliess nel 1895, in cui si definiva come una “foresta nera” quell’insieme di ricercatori che si erano già occupati del sogno, un suo lavoro pubblicato in History of the Human Sciences mostra l‘inconsistenza empirico-fattuale del liquidatorio giudizio del padre della psicoanalisi su molti scienziati del sogno; l’articolo internazionale mette proprio in discussione quanto sostenuto da Sigmund Freud (1856-1939) il quale per essere “miticamente” considerato il padre dello studio “psicologico” del sogno, ha obliterato quanti prima di lui avevano studiato il tema sotto il profilo psicologico: gli studi che la ricerca storica ha fatto riemergere dall’oscuramento psicoanalitico, sono quelli di Alfred Maury (1817-1892), di  Hervè de Saint-Denys  (1822-1892),  di   Karl Scherner  (1825-1889),  di Heirich Spitta  (1849-1929), di Mary Calkins (1863-1930) e, nel contesto italiano, di Sante De Sanctis (1862-1935). 
Nel lavoro pluridecennale di ricerca sul sogno dello psicologo e psichiatra italiano si possono osservare tre diversi modi di affrontare lo studio del sogno: in una prima fase ispirata dalla neurologia clinica di Charcot, si descrivevano differenze e similitudini fra sogno e malattia mentale, una seconda di poco successiva era caratterizzata dall’uso di questionari che implementavano la ricerca clinico-differenziale con vasti gruppi di soggetti sani e malati; una terza, del tutto novecentesca, in cui la psicologia e la psicodinamica del sogno venivano ad integrarsi in una concezione neuro-psico-fisiologica del sonno e del sogno che possiede in campo storico una documentata originalità.

#### Il costrutto storico-sociale della personalità
Da un iniziale lavoro storico-epistemologico sul costrutto della “personalità” che emerge in Europa sul finire dell’Ottocento, sono messe in luce le linee di continuità e/o di discontinuità di questa preziosa tradizione rispetto agli sviluppi della successiva ricerca statunitense sulla psicologia della personalità e delle differenze individuali (Lombardo, Foschi, 2003). 
Su questa base storica in cui è stata evidenziata una controintuitiva relazione di continuità fra la originaria nozione di personalità nata nel contesto francese e quella personologica e sociale dei tratti, Foschi e Lauriola hanno prodotto alcuni lavori fra la storia, la teoria e l’indagine psicometrica, in cui il costrutto della “sociabilità” utilizzato nell'ambito della ricerca personologica è stato confrontato con le nozioni di “apertura mentale” ed “estroversione”.

#### Studio storico sulla psicologia clinica e sulla criminologia
In questa area di ricerca si collocano anche gli studi storici sui test d’intelligenza. Significativa in tal senso è l’articolo del 2013 su History of Psychology, di Cicciola, Foschi e Lombardo che hanno esplorato le modalità di costruzione e le diverse finalità cliniche di due test, quello di Binet-Simon e quello di De Sanctis che nello stesso anno, il 1905, furono presentati, durante il V Congresso Internazionale di Psicologia di Roma.
In ambito criminologico e storico-clinico è stata studiata la perizia psichiatrica redatta da Enrico Morselli Enrico Morselli (1852-1929) e Sante De Sanctis sul famoso brigante dell’Aspromonte Giuseppe Musolino (1876-1956) e quella dell’attentatrice di Benito Mussolini, l’irlandese Violet Gibson (1876-1956), opera dello stesso De Sanctis e dello psichiatra Augusto Giannelli (1865-1938). Negli studi viene contestualizzata sul piano della freniatria e del diritto la questione dell’imputabilità e della infermità mentale per come viene ad evolvere in Italia. 

#### Origini, crisi e radicamento della scienza psicologica
Un altro ambito di studi hanno riguardato le “periodizzazioni” implicite ed esplicite tracciate dagli psicologi e dagli storici della psicologia per “narrare” le origini e lo sviluppo della disciplina. La ricerca di Lombardo ha provato a rispondere ad alcune domande sulla storia della psicologia italiana: 
- Quando e con quali caratteri nasce la scienza psicologica?
- Chi ha ostacolato il suo sviluppo scientifico e professionale nel paese?
- Quando si è radicata accademicamente?
- La psicologia italiana ha avuto mai un carattere “internazionale” o è stata sostanzialmente sempre autarchica e poco nota all’estero?
- In quale stato scientifico e professionale versa ora?

## Principali opere
- Lombardo, G.P, Foschi, R.(2000). I fondamenti storici della psicologia della personalità. Torino: Bollati Boringhieri.
- Lombardo, G.P, Foschi, R. (2001). Towards a history of clinical psychology. Teorie & Modelli, 6, 2, 65-85.
- Lombardo, G.P. , Foschi, R. (2002). Continuità e discontinuità nella storia della psicologia della personalità e sue rappresentazioni disciplinari. Ricerche di psicologia, 25, 173-193.
- Lombardo, G.P, Foschi, R. (2002). The European origins of "personality psychology. European Psychologist, 7, 134-145.
- Lombardo, G.P., Foschi, R. (2002). La costruzione scientifica della personalità. Itinerari storici della psicologia. Torino: Bollati Boringhieri.
- Lombardo, G.P. (2003). Storia e critica della psicologia clinica. Roma: Kappa.
- Lombardo, G.P, Foschi, R. (2003). The Concept of Personality between 19th Century France and 20th Century American Psychology. History of Psychology, 6, 133-142.
- Cimino, G., Lombardo, G.P. (a cura di) (2004). Sante De Sanctis tra psicologia generale e psicologia applicata. Milano: Franco Angeli.
- Lombardo, G.P. (2005). Storia e critica della psicologia clinica. Nuova edizione. Roma: Kappa
- Lombardo, G.P., Cicciola, E. (2005). La docenza universitaria di Sante De Sanctis nella storia della psicologia italiana. Teorie e Modelli, 10, 5-43.
- Lombardo, G.P., Cicciola, E. (2006). The Clinical-differential approach of Sante De Sanctis in Italian scientific psychology. Physis, Rivista Internazionale di Storia della Scienza, 43, 1-2, 443-457.
- Foschi, R., Lombardo, G.P., (2006). La psicologia dei sogni di Sante De Sanctis. S. De Sanctis, la psicologia del sogno, 9-41. Torino: Antigone.
- Degni, S., Foschi, R., Lombardo, G.P. (2007). Contexts and experimentalism in the psychology of Gabriele Buccola (1875-1885). Journal of the History of the behavioral sciences, 43, 177-195.
- Lombardo, G.P.  (2008). Note storiografiche sulla psicologia italiana del primo Novecento. Le vicende accademiche di Sante De Sanctis (1898-1935). Rassegna di Psicologia, 25, 133-154.
- Lombardo, G.P. , Cicciola, E. (2008). Le lettere di Vittorio Benussi conservate nel "Fondo Sante De Sanctis". Physis, Rivista Internazionale di Storia della Scienza, XLV, 248-302.
- Foschi, R., Lombardo, G.P. (2008). Escape from the dark forest: the experimentalist standpoint of Sante De Sanctis' psychology of dreams. History of the Human Sciences, 21, 45-69.
- Dazzi, N., Lombardo, G.P. (a cura di) (2011). Le origini della psicologia italiana. Scienza e psicologia sperimentale tra '800 e '900. Bologna: Il Mulino.
- Bartolucci, C., Lombardo, G.P. (2012). The origins of psychology in Italy: Themes and authors that emerge through a content analysis of the Rivista di Filosofia Scientifica (Journal of Scientific Philosophy). History of psychology, 14, 4, 247-262.
- Bartolucci, C., Lombardo, G.P. (2012). Evolutionary monism in the study of the mental phenomena. The clinical-differential psychopathology of Enrico Morselli scientist and philosopher (1852-1929). History & Philosophy of psychology,14, 11-21.
- Lombardo, G.P. (2013). L'evoluzione storica della disciplina psicologica tra scienza e filosofia attraverso la carriera accademica di Sante De Sanctis (1862-1935). Giornale Italiano di Psicologia, 11, 713-732.
- Lombardo G. P. (a cura di) (2014). Storia e “crisi” della Psicologia scientifica in Italia. Milano: LED.
- Cicciola, E.,  Foschi, R.,  Lombardo, G.P. (2014). Making Up Intelligence Scales: De Sanctis’s and Binet’s Tests, 1905 and After. History of psychology, 17, 223-236.
- Cimino, G., Lombardo, G.P. (a cura di) (2014). La nascita delle “scienze umane” nell’Italia post-unitaria. Milano: Franco Angeli.
- Lombardo, G. P., Proietto, M. (2015). The “crisis” of psychology between fragmentation and integration: The Italian case. Theory & Psychology, 25, 3, 313-327.
- Foschi, R., Lombardo, G.P., Morgese, G. (2015). Sante De Sanctis (1862-1935), a Forerunner of the 20th Century Research on Sleep and Dreaming. Sleep Medicine, 197-201.
- Lombardo, G.P. (2016). Appunti di storia della psicologia padovana. La morte di Benussi e il problema della successione alla sua cattedra. Giornale Italiano di Psicologia, 4, 895-910. (ISSN:039-5349; DOI: 10.1421/85583).
- Bartolucci, C., Lombardo, G.P., Morgese, G. (2016). Sante De Sanctis’ contribution to the study of dreams between ‘800 and ‘900 century: The originality of the integrated method. International Journal of Dream Research, 9, 1, 22-33.
- Bartolucci, C., Lombardo, G.P. (2016). Il metodo clinico –differenziale di Enrico Morselli tra psichiatria e psicologia. Physis, Vol LI (1-2), 295-306.
- Cicciola, E., Lombardo, G.P., Molaro, A. (2016). Sante De Sanctis e Ludwing Binswanger: un carteggio inedito tra psicologia, filosofia e psichiatria. Rassegna di Psicologia, 33.
- Morgese, G., Lombardo, G.P., Albani, A. (2016). The discontinuity in scientific psychology at the University of Rome, 1907-1947: from general psychology to psychotechnics. History of Psychology.
- Rossi, L. Lombardo, G.P. Juárez, A.N., Elcovich, H.G., Morgese, G. (2016). Influencias de De Sanctis en Argentina a través de la labor de Ciampi en la primera cátedra de Neuropsiquiatría Infantil, Acta Psiquiátrica y Psicológica de América Latina 62 (3): 207-215.
- Lombardo, G.P., Morgese, G. (2017). Fare e divulgare la ricerca storica: il laboratorio e l’archivio online di storia della psicologia della “Sapienza” Universita’ di Roma. Memorandum: memória e história em psicologia, 33: 37-50 (ISSN 1676-1669).
- Lombardo, G.P, Rossi, L., Morgese, G., Elcovich, H. G., Juarèz, A.R. (2017)  Fundaciòn y desarrollo de la neuropsiquiatrìa infantil en un estudio historiogràfico de la obra de Sante De Sanctis y Lanfranco Ciampi (parte I: Sante De Sanctis). Acta Psiquiátrica y Psicológica de América Latina 63 (2), 132-138.
- Bartolucci, C., Lombardo, G. P. (2017). The Pioneering Work of Enrico Morselli (1852–1929) in Light of Modern Scientific Research on Hypnosis and Suggestion. The International Journal of Clinical and Experimental Hypnosis, 65 (4), 398-428.
- Morgese, G., Lombardo, G.P. (2017). Le Origini della Neuro-Psichiatria Infantile nell’università Di Roma. Sante De Sanctis (1862-1935) e la Dementia Precocissima. Roma: Sapienza Università Editrice.
- Morgese, G., Lombardo, G. P. (2017). Empirical research and literature review of the experimental and systematic study of dreams in the late 19th and early 20th century: The important role of general psychology. Dreaming, 27(4), 311-333.
- Morgese, G., Lombardo, G.P, De Pascalis, V. (2017). Localizationism, Antilocalizationism and the Emergence of the unitary construct of consciousness in Luigi Luciani (1840-1919). History of Psychology, 20 (4): 365-386.
- Lombardo, G.P., Morgese, G. (2017). Tra mente e corpo, la comparsa della malattia mentale in età evolutiva: la dementia precocissima di Sante De Sanctis. Physis, 52: 221-246.
- Lombardo, G.P., Morgese, G. (a cura di) (2019). Epistemologia e storia della Psicologia. Quaderni di Storia delle Scienze e delle Tecniche. Roma: Edizioni Pigreco.

| Controllo di autorità | VIAF (EN) 24748873 · ISNI (EN) 0000 0000 2452 4029 · SBN CFIV037636 · LCCN (EN) n80119407 · GND (DE) 1192010876 · BNF (FR) cb133378714 (data) |